# Nanh Trắng
Nanh Trắng (nguyên tác tiếng Anh: White Fang) (1906) là một cuốn tiểu thuyết của nhà văn Mỹ Jack London. Tiểu thuyết này đã được đăng từng kỳ lần đầu tiên trên Tạp chí Outing từ tháng 5 đến tháng 10 năm 1906.

## Giới thiệu cốt truyện
Tác phẩm là một câu chuyện về cuộc hành trình của một con chó sói lai chó nhà tên là Nanh Trắng, sống trong vùng Yukon của Canada trong thời kỳ đổ xô đi tìm vàng Klondike cuối thế kỷ 19. Nanh Trắng là một phiên bản đảo ngược của Tiếng gọi nơi hoang dã; trong Tiếng gọi nơi hoang dã, nhân vật chính là chú chó tên Buck nguyên thủy là một con chó kéo xe đã bị bản năng hoang dã biến thành một chú chó sói. Còn Nanh Trắng đã được thuần hóa bằng lòng yêu thương của con người. Cả hai tác phẩm đều miêu tả sự khắc nghiệt, tàn bạo trong tự nhiên cũng như thái độ độc ác, cay nghiệt của con người và những ảnh hưởng của nó đối với sự thay đổi bản chất của nhân vật chính là những chú chó, thái độ phản ứng của chúng đối với sự tàn độc hoặc tình yêu thương từ chủ nhân con người - những cá thể mà Nanh Trắng xem như là "các vị thần" với quyền lực và uy thế to lớn.
Tác phẩm này mang đặc thù phong cách văn xuôi của Jack London và cách sử dụng giọng văn kết hợp với phối cảnh sáng tạo của ông. Phần lớn nội dung tiểu thuyết được viết từ lối nhìn của động vật, cho phép Jack London khảo sát cách mà loài vật nhìn nhận thế giới của chúng và cách mà chúng nhìn nhận loài người. Nanh Trắng khảo sát thế giới bạo lực của dã thú, và thế giới không kém phần bạo lực của nhân loại được xem là văn minh. Cuốn sách cũng đề cập đến những chủ đề phức tạp hơn: luân lý và sự cứu chuộc.
Nanh Trắng đã được chuyển thể thành phim nhiều lần, bao gồm bộ phim năm 1991.

## Nhân vật trong truyện
- Nanh Trắng: là nhân vật chính trong truyện. Mang trong mình dòng máu với 3/4 là sói, 1/4 là chó. Sinh ra trong cuộc sống hoang dã nhưng về sau đã được một người da đỏ là "Chồn Xám" thuần hóa. Tuổi thơ của Nanh Trắng lớn lên trong sự khắc nghiệt, dữ tợn của loài sói và sự thiếu thốn tình yêu thương cũng như việc thường xuyên bị bắt nạt bởi những con chó khác. Sau đó, Nanh Trắng được Smith "đẹp trai" mua lại từ Chồn Xám, y đã sử dụng Nanh Trắng trong các cuộc chọi chó cho đến khi Weedon Scott giải cứu Nanh Trắng. Nhờ ảnh hưởng của Scott, Nanh Trắng đã bắt đầu cảm nhận được tình yêu thương và bắt đầu thay đổi tính tình. Nó đã cứu mạng ông thẩm phán cha của Scott khỏi tay tên sát nhân Jim Hall và có được 6 chó con với một con chó cái tên Collie.
- Weedon Scott: Một kỹ sư mỏ và là người chủ thứ ba của Nanh Trắng, cũng là người đầu tiên yêu mến Nanh Trắng thực sự. Anh đã cứu Nanh Trắng khỏi bị giết chết trong một trận chọi chó và giải cứu Nanh Trắng khỏi Smith "Đẹp Trai". Anh đã thuần hóa Nanh Trắng bằng tình yêu thương và nhận được từ Nanh Trắng lòng trung thành tuyệt đối.
- Chồn Xám: Là một người da đỏ, ông chủ đầu tiên của Nanh Trắng. Ông ta là một người cay nghiệt và không ưa thích loài chó. Nhưng Nanh Trắng vẫn thể hiện một lòng trung thành không điều kiện với chủ. Ông đã bán Nanh Trắng cho Smith "Đẹp Trai".
- Cha của Nanh Trắng: Đây là một con chó sói bị chột mắt. Nó giết một địch thủ để tranh giành bạn tình là Kiche. Nhưng đã bị giết bởi một con Linh miêu sau khi cố giết con của nó để ăn thịt trong nạn đói.
- Kiche: Là mẹ của Nanh Trắng, được biết đến với cái tên "She-wolf", một nửa là sói, một nửa là chó, xuất hiện ở đầu cuốn tiểu thuyết. Đây là chó của anh trai Chồn Xám, nhưng nó đã đào tẩu trong thời gian đói kém. Kiche sinh ra Nanh Trắng khi trở về vùng đất hoang đã của Hoa Kỳ. Sau khi Chồn Xám và những người da đỏ nhận nuôi mẹ con Nanh Trắng, Kiche bị bán đi cho một nhóm người da đỏ khác. Sau này Nanh Trắng gặp lại mẹ mình nhưng bị xua đuổi đi để bảo vệ lứa con mà Kiche vừa mới sinh.
- Lip-lip: Là một chú chó con sống trong vùng làng quê nước Mỹ. Hay bắt nạt Nanh Trắng thời thơ ấu và lôi kéo các con chó khác làm theo. Nanh Trắng đã giết Lip-lip trong một dịp trốn vào hoang dã để kiếm ăn.
- Smith "Đẹp Trai" : Là người chủ thứ hai của Nanh Trắng. Y là một kẻ có vẻ ngoài vô cùng xấu xí, trái ngược với cái biệt hiệu "đẹp trai", và y cũng là một tên hèn hạ, luồn cúi, luôn nịnh nọt người mạnh hơn và đối xử cay nghiệt với kẻ yếu. Hắn đã khiến cho Chồn Xám nghiện rượu để mua được Nanh Trắng, rồi sử dụng Nanh Trắng trong các cuộc chọi chó. Nanh Trắng luôn bị tên này ngược đãi và kích thích bản năng cầm thú để đánh nhau. Tuy nhiên, Weedon Scott đã giải cứu Nanh Trắng khỏi hắn. Sau này, Smith Đẹp Trai đến lán của Scott để cố trộm lại Nanh Trắng, nhưng y đã bị Nanh Trắng cắn trọng thương và suýt nữa thì bị giết nếu Scott không can ngăn kịp thời.
- Ông thẩm phán Scott: Là cha của Weedon Scott. Ông ta luôn nghi ngờ Nanh Trắng cho đến khi nó cứu sống ông khỏi bàn tay của Jim Hall.
- Collie: Là một con chó cái chăn cừu trong nông trại của scott. Đầu tiên nó không tin Nanh Trắng, nhưng cuối cùng cũng chúng trở thành bạn.
- Henry: Là một người cưỡi xe chó kéo, xuất hiện trong phần đầu của truyện cùng với Bill. Là người duy nhất trốn thoát và không bị đàn sói ăn thịt.
- Bill: Là một người cưỡi xe chó kéo, xuất hiện trong phần đầu của truyện cùng với Henry. Bị đàn sói đã ăn thịt sau khi đi sau đàn với một khẩu súng.
- Mit-sah: Con trai Chồn Xám. Là người cưỡi xe chó kéo với Nanh Trắng và một vài con chó khác.
- Matt: Người lái xe trượt cho Scott. Ông ta cũng làm nghề huấn luyện bầy chó kéo xa. Ông cùng với Scott nuôi Nanh Trắng thời gian đầu sau khi giải cứu nó.
- Cherokee: Là một con bulldog, một lần đánh nhau với Nanh Trắng tại nhà của Smith "Đẹp Trai".
- Jim Hall: Là một tên sát nhân khét tiếng. Hắn trở nên hung bạo do bị ngược đãi bởi xã hội và bởi môi trường giam cầm. Hắn tin rằng ông thẩm phán Scott đã kết tội oan cho mình và đã vượt ngục để tìm cách trả thù, tuy nhiên hắn đã bị Nanh Trắng giết chết.

## Bản dịch tiếng Việt
- Nanh Trắng, Bảo Hưng dịch, Quỳnh Hải Hà hiệu đính, Nhà xuất bản Văn hóa Thông tin, Hà Nội, 1997
- White Fang - Nanh Trắng, Bảo Hưng và Trung Dũng dịch, Nhà xuất bản Văn Học, Hà Nội, 2013

## Chuyển thể
- Hoạt hình (1997), sản xuất bởi GoodTimes Entertainment. Thuyết minh tiếng Việt và phát hành bởi hãng phim Phương Nam.
- Phim điện ảnh cùng tên (1991), phát hành ngày 18 tháng 1 năm 1991 bởi Warner Bros. Phần 2 với tên gọi "Myth of the White Wolf", phát hành ngày 19 tháng 10 năm 1994 bởi Walt Disney Pictures.
- Hoạt hình máy tính, phát hành ngày 21 tháng 1 năm 2018 và phân phối bởi Netflix.